# 大碰撞說
大碰撞說（英語：giant impact hypothesis），有時被稱為大飛濺（Big Splash）或忒亚撞擊（Theia Impact），是行星地质学上用来解释月球的起源的一个科学假说，最早由加拿大地质学家雷金纳德·戴利于1946年提出。大碰撞说认为月球是由早期地球和一个火星大小的同轨道矮行星之間发生碰撞造成的噴出物再次吸积形成的，时间大約在45億年前的冥古宙初期，即太陽系凝聚成后約2,000萬至1億年。这个撞地球的天体有時被以希腊神话中月亮女神塞勒涅之母的泰坦——忒亚命名，稱為忒伊亚（Theia）。2016年一份報告中發表的對月球岩石的分析表明，忒伊亚很可能是个源自地球轨道L4拉格朗日点的特洛伊体，受到木星或金星的引力影响发生摄动后偏离稳定轨道，最后是直接正面撞击地球，導致兩個行星的地幔碎裂并且行星核心徹底混合。
大碰撞說是現時备受推崇的解释月球形成的熱門假說。有證據支持這一假設：
- 月球公轉方向與地球的自轉方向基本一致[7]。
- 地月系統包含異常高的角動量，這意味著地球自轉、月球自轉和月球繞地球公轉所包含的動量明顯高於其他類地行星。外来的巨大撞擊可能提供了這種多餘的動量。
- 月球樣本表明月球曾經熔融到相當大但未知的深度。這可能需要比預測的更多的能量，很难从月球大小的天體的质量中通过吸積獲得。一個非常有能量的過程，比如巨大的撞擊，可以提供這種能量。
- 月球有一個相對較小的鐵核，這使月球的密度低於地球。火星大小的物體與地球的巨大撞擊電腦模型表明，撞擊體的核心可能會穿透地球並與地核融合。這使得月球拥有比其它行星體更少的金屬鐵，因为形成月球的噴出物是较轻而被喷过洛希极限因此没有落回地球重新熔入地表的地壳和地幔碎片，含铁量和密度都不高。
- 與地球相比，月球的揮發性元素减少了。在相對較低的溫度下蒸發，它們可能會在高能事件中遺失，月球較小的引力無法在地球捕獲它們的時候捕獲它們。
- 在其它恆星系統中也有類似碰撞的證據，導致岩屑盤。
- 巨大碰撞符合太陽系生成的主要理論
- 月球岩石和地球岩石的穩定同位素比例相同，這意味著有一個共同的起源[8]。

然而，關於巨大撞擊假說現時的最佳模型，仍然存在幾個問題。據預測，這樣一次巨大撞擊的能量會加熱地球，產生一個全球性的岩漿海洋，有證據表明，較重的物質下沉到地函中，從而導致行星分化。然而，沒有一個獨立的模型從巨大撞擊事件開始，並遵循碎片演變成單一個月球的過程。其他懸而未決的問題包括月球何時失去了揮發性元素的份額，以及為什麼金星在形成過程中經歷了巨大的撞擊 – 它在形成過程中經歷了巨大的撞擊 – 沒有類似的衛星。

## 歷史
1898年，喬治·達爾文提出地球和月球曾經是一個整體。達爾文的假設是，熔融的月球是由於離心力而從地球上旋轉出來的，這成為了主流的學術解釋。利用牛頓力學，他計算出月球過去的軌道距離要近得多，並且正在遠離地球。這種漂移後來被美國和蘇聯的實驗證實，這些實驗使用了放置在月球上的雷射測距目標。
然而，達爾文的計算無法解决追溯到月球從地球表面拋離所需的力學問題。在1946年，哈佛大學地質學系退休的系主任雷金纳德·奥德沃思·戴利對達爾文的解釋提出了質疑，將其調整為假設月球的形成是由撞擊而非離心力引起的。但戴利教授的挑戰很少受到關注，直到1974年的一次衛星會議上，這個想法才被重新提出，直到1975年威廉·肯尼斯·哈特曼（William Kenneth Hartmann）和唐納德·達韋斯兩位在《伊卡路斯》（太陽系研究期刊）上發表論文，這個想法才重新受到注意。他們的模型表明，在行星形成期結束時，已經形成了幾個衛星大小的天體，這些天體可能與行星碰撞或被捕獲。他們提出，其中一個物體可能與地球相撞，噴出耐高溫、揮發性差的塵埃，這些塵埃可以結合形成月球。這次碰撞可能解釋月球獨特的地質和地球化學特性。
加拿大天文學家Alastair G.W.Cameron和和美國天文學家William R.Ward也提出了類似的假說，他們認為月球是由火星大小的物體[[切線|側面撞擊地球形成的。據推測，碰撞體的大部分外層矽酸鹽會被蒸發，而金屬核則不會。因此，大多數被送入軌道的碰撞物質都是由矽酸鹽組成的，這使得聚集而成的月球缺乏鐵。碰撞過程中釋放出的強揮發性物質可能會逃離太陽系，而矽酸鹽則傾向於合併成團。
在1969年10月，關於月球起源的會議召開的18個月前，比爾·哈特曼（英語：Bill Hartmann）、羅傑·菲利普斯（英語：和傑夫·泰勒（英語：Jeff Taylor）向其他月球科學家提出了挑戰：「你有十八個月的時間。回到你的阿波羅數據，回到你的電腦，做任何你必須做的事情，但下定决心。除非你對月球的誕生有什麼要說的，否則不要來參加我們的會議。」1969年在夏威夷科納舉行的會議上，巨大撞擊假說成為最受歡迎的假說。
在會議之前，有三種「傳統」理論的支持者，還有一些人開始認真對待這一巨大撞擊的假說，還有一些冷漠的中間派，他們認為這場辯論永遠不會得到結論。會後，基本上只有兩個群體：巨大撞擊陣營和不可知論者。

## 特亞
特亞名稱取自古希臘泰坦神話中的泰坦女神忒亚，她是塞勒涅（月亮女神）的母親。這個名稱最初由英國的地球化學家亞力克斯.N.哈利德在2000年提出，並且已被科學界接受。依據現行的行星形成理論，特亞是一顆存在於45億年前的原行星，大小與火星相似。地球形成的過程中，曾與數十個原行星發生過碰撞，特亞與地球產生月球的「大碰撞」只是這些碰撞中的其中一次。
假設的原行星的名字源於古希臘泰坦神話中的泰坦女神特亞 /ˈθiːə/，她生下了月亮女神塞勒涅（英語：Selene）。這一名稱最初由英國地球化學家亞力克斯.N.哈利德於2000年提出，並已被科學界所接受。根據現代行星形成理論，特亞是45億年前存在於太陽系的火星大小天體群的成員之一。大碰撞假說的一個吸引人的特徵是，月球和地球的形成是一起的；在其形成過程中，地球被認為經歷了數十次與行星大小的物體的碰撞。形成月球的碰撞可能只是一次這樣的「巨大撞擊」，但肯定是最後一次重大撞擊事件。小得多的小天體的后期重轰炸期發生在大約39億年前的 – 後期。

## 基本模型

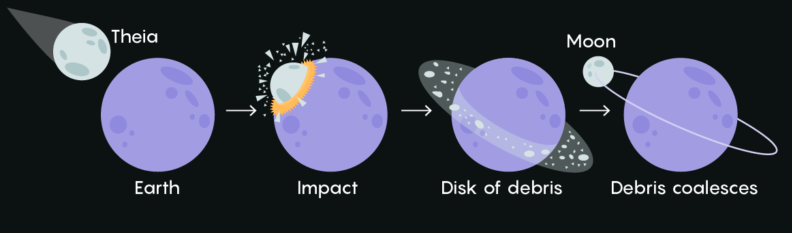
大碰撞說的簡單表述。

天文學家認為地球和特亞之間的碰撞發生在大約44到44.5億年；在太陽系開始形成後約1億年。從天文學的角度來看，撞擊的速度是溫和的。特亞被認為是在地球幾乎完全形成時以斜角撞擊地球的。對這種「後期撞擊」場景的電腦模擬表明，撞擊器的初始速度在「無窮遠」處（足够遠，引力不是一個因素）低於4每秒（2.5英里每秒），在撞擊時隨著接近而增加至9.3每秒（5.8英里每秒），撞擊角約為45°。然而，月球岩石中氧同位素的豐度表明特亞和地球「劇烈混合」，表明撞擊角度陡峭。特亞的鐵核會沉入年輕的地核，而特亞的大部分地函則會附著在地球的地函上。然而，來自特亞和地球的地函物質的很大一部分會被噴出進入繞地球軌道（如果以軌道速度和脫離速度之間的速度噴出）或進入繞太陽的獨立軌道（如果噴出速度更高）。
建模假設繞地球軌道上的物質可能在三個連續階段吸積形成月球；吸積首先來自最初存在於地球洛希極限之外的天體，這將內盤物質限制在洛希極限內。內部圓盤緩慢而粘稠地擴散回地球的洛希極限，通過共振相互作用沿著外部物體推動。幾十年後，該圓盤擴散到洛希極限之外，並開始產生新的物體，這些物體繼續著月球的生長，直到數百年後內圓盤的質量耗盡。因此，穩定的克卜勒軌道中的物質很可能在稍後的某個時候撞擊地月系統（因為地月系統繞太陽的克卜勒軌道也保持穩定）。基於電腦模擬對這一事件的估計表明，特亞原始質量的大約20%最終會成為繞地球運行的碎片環，其中大約一半的物質會合併到月球上。地球會從這樣的碰撞中獲得大量的角動量和質量。無論撞擊前地球自轉的速度和傾角如何，撞擊後地球將經歷大約五個小時的一天，地球赤道和月球軌道將變成共面。
並非所有的環資料都需要立即清理：月球背面增厚的地殼表明，在月球的拉格朗日點形成了直徑約為1,000（620英里）的第二個月球的可能性。較小的月球可能已經在軌道上停留了數千萬年。當這兩顆衛星從地球向外遷移時，太陽潮汐效應會使拉格朗日軌道不穩定，導致低速碰撞，將較小的月球「覆蓋」到現在的月球背面，為其地殼增加物質。
月球岩漿無法穿透背面的厚地殼，導致月海减少，而正面的薄地殼顯示出從地球上可以看到的大片月海。
在模擬的高解析度閾值的情况下，2022年發表的一項研究發現，巨大的撞擊可以立即將質量和鐵含量與月球相似的月球送入地球洛希極限之外的軌道。即使是最初通過洛希極限的衛星，也可以通過部分剝離，然後扭轉到更寬、穩定的軌道上，可靠地、可預測地存活下來。此外，這些直接形成的衛星外層在較冷的內部熔化，由大約60%的原地球資料組成。這可以緩解月球類地球同位素組成與撞擊器預期的不同特徵之間的緊張關係。立即形成為月球的早期軌道和演化開闢了新的選擇，包括使用高度傾斜的軌道來解釋月球傾斜的可能性，並為月球的起源提供了一個更簡單的單階段場景。

## 組成
2001年，華府卡內基研究所的一個團隊報告稱，阿波羅計畫的岩石攜帶的同位素特徵地球岩石相同，與太陽系中幾乎所有其他天體都不同。
2014年，德國的一個團隊報告稱，阿波羅計畫的樣本的同位素特徵與地球岩石略有不同。差異雖然小，但具有統計學意義。一種可能的解釋是特亞是在地球附近形成的。
經驗顯示，這些成分非常相似的數據只能用標準的巨大撞擊假說來解釋，因為在碰撞之前，兩個物體的成分極不可能如此相似。

### 平衡假說
2007年，加州理工學院的研究人員表明，特亞與地球具有相同同位素特徵的可能性很小（不到1%）。他們提出，在大碰撞之後，當地球和原月球盤熔化和蒸發時，這兩者間由存在著一個共用的矽酸鹽蒸汽大氣層連結，當地球-月球系統以連續流體的形式存在時，地球-月球體系通過對流攪拌而變得均勻。撞擊後地球和原月盤之間的這種「平衡」是唯一一種解釋阿波羅岩石與地球內部岩石同位素相似性的方案。然而，為了使這種情況可行，原始月盤必須持續大約100年。確定這是否可能的工作仍在進行中。

### 直接碰撞假設
根據物理學家安德烈亞斯·路透及其同事在伯尔尼大学進行的模擬研究（2012年），為了解釋地球和月球的相似組成，特亞直接與地球相撞，而不是幾乎擦過地球。碰撞速度可能比最初假設的要高，而這個更高的速度可能已經完全摧毀了特亞。根據該修改，特亞的組成不受任何限制，使得高達50%的水冰的組成成為可能。

### 聯合體假說
2018年，為了使碰撞產物均勻化，一項努力是通過更高的碰撞前轉速為原地球提供能量。通過這種管道，來自主體的更多物質將被剝離出來形成月球。進一步的電腦建模確定，觀測結果可以通過讓前地球天體快速旋轉來獲得，旋轉速度如此之快，以至於它形成了一個新的天體，並被命名為「聯合體」（英語：synestia）。這是一種不穩定的狀態，可能是由再一次碰撞產生的，以使旋轉足够快。對這種瞬態結構的進一步建模表明，作為甜甜圈形狀物體旋轉的主體（聯合體），在它冷卻並誕生地球和月球之前，存在了大約一個世紀（很短的時間）。

### 陸地岩漿海洋假說
2019年，另一個解釋地球和月球組成相似性的模型假設，在地球形成後不久，它仍被岩漿海覆蓋，而撞擊物體很可能由固體物質組成。建模表明，這將導致撞擊對岩漿的加熱遠遠超過撞擊的固體物體，導致更多的物質從原地球噴出，因此約80%的月球形成碎片來自原地球。而許多先前的模型表明，月球80%來自撞擊體。

## 碰撞的證據
巨大撞擊場景的間接證據來自阿波羅登月期間收集的岩石，這些岩石顯示氧同位素的比率與地球的比率幾乎相同。月球地殼的高度斜長岩成分，以及富含克里普礦物樣本的存在，表明月球的大部分曾經是熔融的；巨大的撞擊場景很容易提供形成這樣一個岩漿海洋所需的能量。幾條證據表明，如果月球有一個富含鐵的核心，那麼它一定是一個小核心。特別是，月球的平均密度、慣性矩、旋轉特徵和磁感應響應都表明，其核心半徑小於月球半徑的約25%，而其它大多數類地天體的核心半徑比約為50%。從碰撞的各種條件可以發現，月球的成分主要來自地球和撞擊體的地函，而撞擊體的核心與地球結合，這假設能滿足地球-月球系統的角動量分配。地球是太陽系中密度最高的行星；考慮到早期地球和特亞的擬議性質，撞擊體核心的吸收解釋了這一觀測結果。
月球樣品的鋅同位素組成與地球和火星岩石的同位素組成的比較，為撞擊假說提供了進一步的證據。行星岩石中的成分揮發時，鋅有著强烈的同位素分餾，但不是在正常的火成過程中，因此，鋅的豐度和同位素組成可以區分這兩種地質過程。與相應的火成地球或火星岩石相比，月球岩石含有更多的重鋅同位素，總體上鋅含量更少，這與巨大撞擊起源所預期的鋅通過蒸發從月球中耗盡一致。
逃離地球引力的噴出物和小行星之間的碰撞會在石質隕石中留下撞擊加熱特徵；基於假設存在這種影響的分析已被用於確定撞擊事件的日期為44.7億年前，與通過其它管道獲得的日期一致。
溫暖的富含二氧化矽的塵埃和豐富的二氧化矽氣體，是岩石體之間高速撞擊10每秒（6.2英里每秒）的產物，已被史匹哲太空望遠鏡在附近（距離29pc）的繪架座β移動星群中，年輕的（約1,200萬歲）恆星HD 172555周圍探測到。昴宿星團中年輕的恆星HD 23514，在0.25AU到2AU之間的區域內有一條暖塵帶，這似乎與特亞與胚胎地球碰撞的預測結果相似，並被解釋為行星大小的物體相互碰撞的結果。在BD+20°307（HIP 8920，SAO 75016）也有相似的暖塵埃帶被檢測到。
在2023年11月1日，科學家們報告說，根據電腦模擬，在地球內部仍然可以看到特亞的殘餘，這是地函的兩個巨大異常。

## 困難點
目前主流的月球起源假說有一些困難尚未解决。例如，大碰撞假說意味著撞擊後會形成一個覆蓋表面的岩漿海。然而，沒有證據表明地球曾經有過這樣的岩漿海，而且地球上存在一些從未受岩漿海影響的物質。

### 結構
需要解决一些組成上不一致的問題。
- 巨大撞擊假說無法解釋月球揮發性元素的比例。如果巨大撞擊假說是正確的，那麼這些比率一定是由其他原因造成的[47]。
- 如果月球是由高溫撞擊引起的，那麼月球玄武岩中的水和月球表面的碳排放等揮發物的存在就更難解釋了[48][49]。
- 月球的氧化鐵（FeO）含量（13%）介於火星（18%）和地球的地函（8%）之間，排除了大部分原月球物質來自地球地函的可能性[50]。
- 如果大部分原月球物質來自撞擊體，那麼月球應該富含親鐵元素（英语：Goldschmidt classification#Siderophile elements），而事實上，月球缺乏這些元素[51]。
- 月球的氧同位素比例與地球的基本相同[8]。氧同位素比率可以非常精確地量測，為每個太陽系天體產生唯一而獨特的特徵[52]。如果存在一顆單獨的原行星特亞，它可能會有與地球不同的氧同位素特徵，噴出的混合物質也是如此[53]。
- 月球的鈦同位素比率（50Ti/47Ti）看起來離地球如此之近（在4ppm以內），以至於碰撞物體的質量幾乎不可能是月球的一部分[54][55]。

### 欠缺衛星的金星
如果月球是由這樣的撞擊形成的，那麼其它內行星也可能受到類似的撞擊。通過這個過程在金星周圍形成的衛星不太可能逃脫。如果在那裡發生了這樣的衛星形成事件，那麼金星為什麼沒有這樣的衛星，可能的解釋是可能發生了第二次碰撞，抵消了第一次碰撞產生的角動量。另一種可能性是，來自太陽的强大潮汐力往往會破壞近距離行星周圍衛星的軌道穩定。因此，如果金星的緩慢自轉速度在其歷史早期就開始了，任何直徑超過幾公里的衛星都可能向內盤旋並與金星相撞。
對類地行星形成的混亂時期的模擬表明，像那些被假設形成衛星的撞擊是常見的。對於質量為0.5至1地球質量的典型類地行星來說，這種撞擊通常會導致單顆衛星的質量僅占宿主行星質量的4%。由此產生的衛星軌道的傾斜是隨機的，但這種傾斜會影響系統隨後的動態演化。例如，一些軌道可能會導致衛星以螺旋返回行星。同樣的，行星與恆星的距離也會影響軌道的演化。淨效應是，當撞擊產生的衛星圍繞更遠的類地行星運行並與行星軌道均衡時時，它們更有可能存活下來。

## 特亞可能的來源

從南極方向看，有一條建議的大碰撞路徑（不按比例繪製）。

2004年，普林斯頓大學數學家愛德華·貝爾布魯諾和天體物理學家约翰·理查德·戈特（英語：J.Richard Gott III）提出，特亞類似於特洛伊小行星，在相對於地球的L4或L5拉格朗日點處（在大約相同的軌道上，前後大約60°）聚結。二維電腦模型表明，當特亞的質量增長至超過地球質量約10%的閾值（火星質量）時，他提議的特洛伊軌道穩定性會受到影響。在這種情況下，星子的引力擾動導致特亞偏離其穩定的拉格朗日位置，隨後與原地球的相互作用導致兩個天體之間的碰撞。
2008年，有證據表明，碰撞發生的時間可能比公認的45.3億年前晚，大約為44.8億年前。2014年的一項電腦模擬與地函元素豐度量測結果的比較表明，碰撞發生在太陽系形成後約9,500萬年。
有人認為，撞擊可能還產生了其它重要物體，這些物體可能留在地球和月球之間的軌道上，卡在拉格朗日點和地球之間。這些物體可能在地月系統內停留了1億年之久，直到其它行星的引力牽引破壞了系統的穩定，才得以釋放這些物體。2011年發表的一項研究表明，隨後月球與其中一個較小天體之間的碰撞導致了月球兩半球物理特徵的顯著差異。模擬支持，這次碰撞的速度足够低，不會形成隕石坑； 相反的，來自較小天體的物質會在月球上擴散，在月球的背面新增一層厚厚的高地地殼。由此產生的質量不規則性隨後會產生重力梯度，導致月球的潮汐鎖定。因此，今天從地球上只能看到月球的正面。然而，GRAIL任務繪製的地圖已經排除了這種情況。
2019年，明斯特大學的一個團隊報告稱，地球原始地函中的鉬同位素組成來源於外太陽系，暗示了地球上的水的來源。一種可能的解釋是特亞起源於外太陽系。

## 其它的假說
在不同時期提出的月球起源的其它機制是，月球是由離心力從地球熔融表面旋轉出來的；它是在其它地方形成，隨後被地球引力場捕獲；或者地球和月球在同一時間、同一地點由同一個吸積盤形成。這些假設都無法解釋地月系統的高角動量。
另一種假設將月球的形成歸因於一顆大型小行星撞擊地球的時間比之前想像的要晚得多，這顆衛星主要是由地球碎片形成的。根據這一假設，月球的形成發生在太陽系形成後的6,000萬至1.4億年（相較於假設的特亞撞擊在45.27±0.1億年前）。在這種情況下，小行星撞擊將在地球和原月球上形成一個岩漿海洋，兩個物體共亯一個共同的電漿金屬蒸汽大氣層。共享的金屬蒸氣橋將使來自地球和原月球的物質交換並平衡成更常見的成分。
還有一種假說認為，月球和地球是一起形成的，而不是由來自遙遠處的天體碰撞形成的。該模型於2012年由羅賓·克納（英語：Robin Canup）發表，表明月球和地球是由兩個行星體的大規模碰撞形成的，每個行星體都比火星大，然後它們再次碰撞形成了現在的地球。在再次碰撞後，地球被一個物質盤包圍，這些物質被吸積形成了月球。這個假設可以解釋其它假說不能解釋的證據。

### 進階讀物
Academic articles
- William K. Hartmann and Donald R. Davis, Satellite-sized planetesimals and lunar origin （页面存档备份，存于）, (International Astronomical Union, Colloquium on Planetary Satellites, Cornell University, Ithaca, NY, Aug. 18–21, 1974) Icarus, vol. 24, April 1975, pp. 504–515
- Alastair G. W. Cameron and William R. Ward, The Origin of the Moon （页面存档备份，存于）, Abstracts of the Lunar and Planetary Science Conference, volume 7, p. 120, 1976
- Canup, R. M.; Asphaug, E. . . American Geophysical Union. Fall 2001. Bibcode:2001AGUFM.U51A..02C.
- R. Canup; K. Righter (编). . University of Arizona Press, Tucson. 2000: 555.
- Shearer, C. K.; 15 coauthors. . Reviews in Mineralogy and Geochemistry. 2006, 60 (1): 365–518. Bibcode:2006RvMG...60..365S. doi:10.2138/rmg.2006.60.4.
- Galimov, Erik M.; Krivtsov, Anton M. . De Gruyter.   [2014-12-03]. （原始内容存档于2013-09-27）. Berlin 2012, ISBN 978-3-11-028640-3.

Non-academic books
- Dana Mackenzie, The Big Splat, or How Our Moon Came to Be, 2003, John Wiley & Sons, ISBN 0-471-15057-6.
- G. Jeffrey Taylor. . Planetary Science Research Discoveries. December 31, 1998  [2012-12-08]. （原始内容存档于2010-06-10）.

## 外部連結
- Planetary Science Institute: Giant Impact Hypothesis （页面存档备份，存于）
- Origin of the Moon （页面存档备份，存于） by Prof. AGW Cameron
- Klemperer rosette and Lagrangian point simulations using JavaScript （页面存档备份，存于）

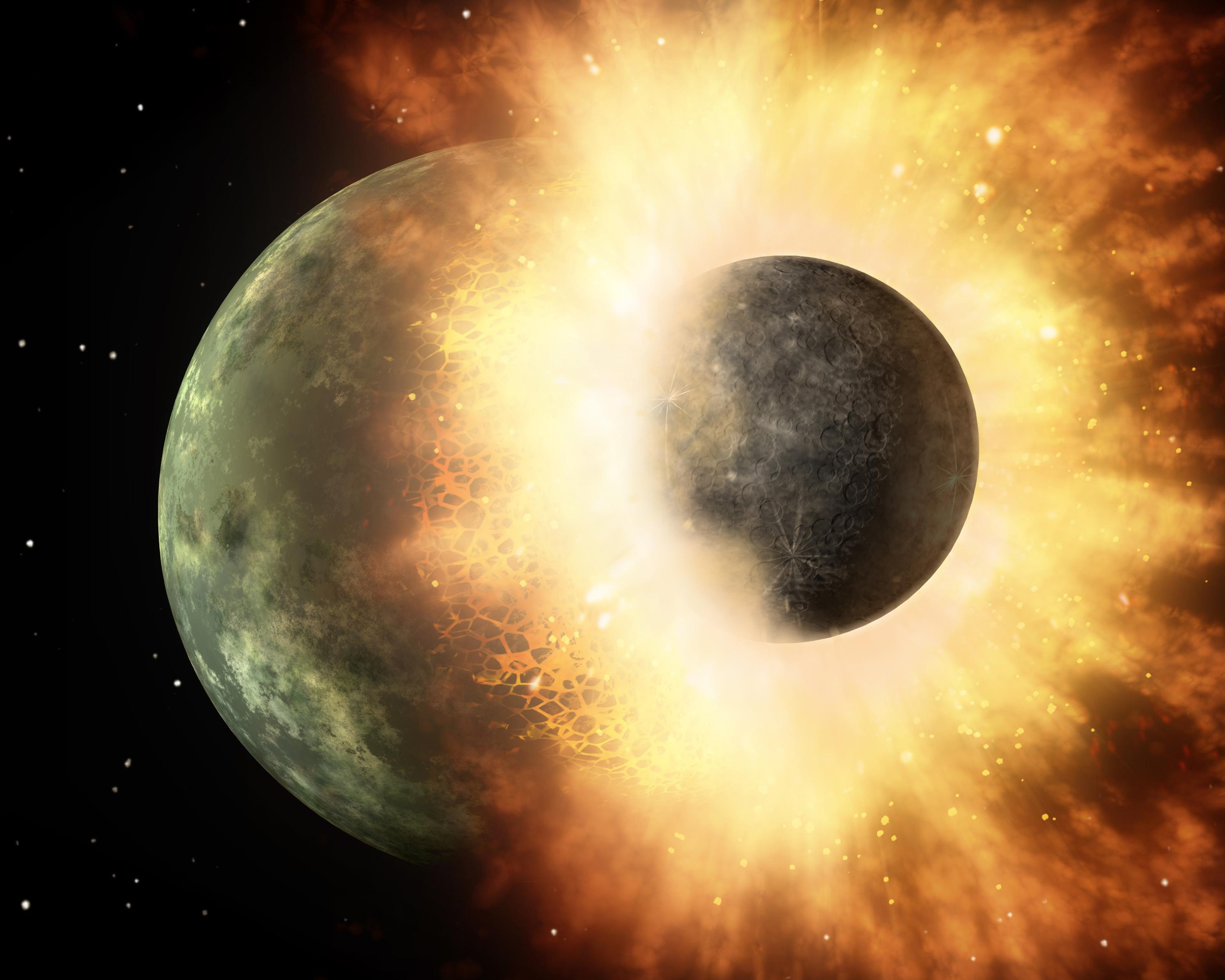
藝術家對兩顆行星體碰撞的描繪。地球和火星大小的物體之間的這種撞擊很可能形成了月球。

地球（蓝色）和忒伊亚（黑色）的碰撞轨迹模拟动画

地震层析成像展示的地球地幔中的两个大型低剪切波速省（LLSVP），被怀疑是忒伊亚撞入地球后其地幔下沉在核幔边界的残留

- SwRI giant impact hypothesis simulation （页面存档备份，存于） (.wmv and .mov)
- Origin of the Moon – computer model of accretion
- Moon Archive （页面存档备份，存于） – Including articles about the giant impact hypothesis
- Planet Smash-Up Sends Vaporized Rock, Hot Lava Flying 的存檔，存档日期2012-02-07. (2009-08-10 JPL News)
- How common are Earth–Moon planetary systems? （页面存档备份，存于） arXiv:1105.4616: 23 May 2011
- The Surprising State of the Earth after the Moon-Forming Giant Impact （页面存档备份，存于） – Sarah Stewart (SETI Talks), Jan 28, 2015